# Суходол (река, впадает в Уссурийский залив)
Суходо́л (до 1972 года — Кангауз) — река в Шкотовском районе Приморского края России.
Старое название Кангауз (правильно Кангоуцзы) китайского происхождения, что значит «высыхающая речка» (кан — сухая, гоу — речка, вода, цзы — суффикс), «сухая падь» или «сухая долина». По одной версии происходит от того, что после бурного весеннего половодья сильно пересыхает летом. По второй версии названо китайцами за отсутствие в одноимённой бухте и её долинах морских туманов, свойственных летом для Уссурийского залива. Переименована после вооружённого конфликта за остров Даманский.
Река берёт своё начало на юго-восточном склоне горы Туманной, хребта Большой Воробей, расположенного в южной части горной системы Сихотэ-Алиня. Течёт в западном направлении и впадает у села Речица в бухту Суходол Уссурийского залива. Длина реки 45 км, падение — 617 м.
Основные притоки: Смолянинка (длина 25 км), Кишмишовый Ключ (11 км), Ловага (26 км), Гамаюнова (23 км).
Населённые пункты на реке, сверху вниз: село Анисимовка, посёлок Новонежино, железнодорожный разъезд 53-й км, село Романовка, село Речица.